# Специальный приказ № 191

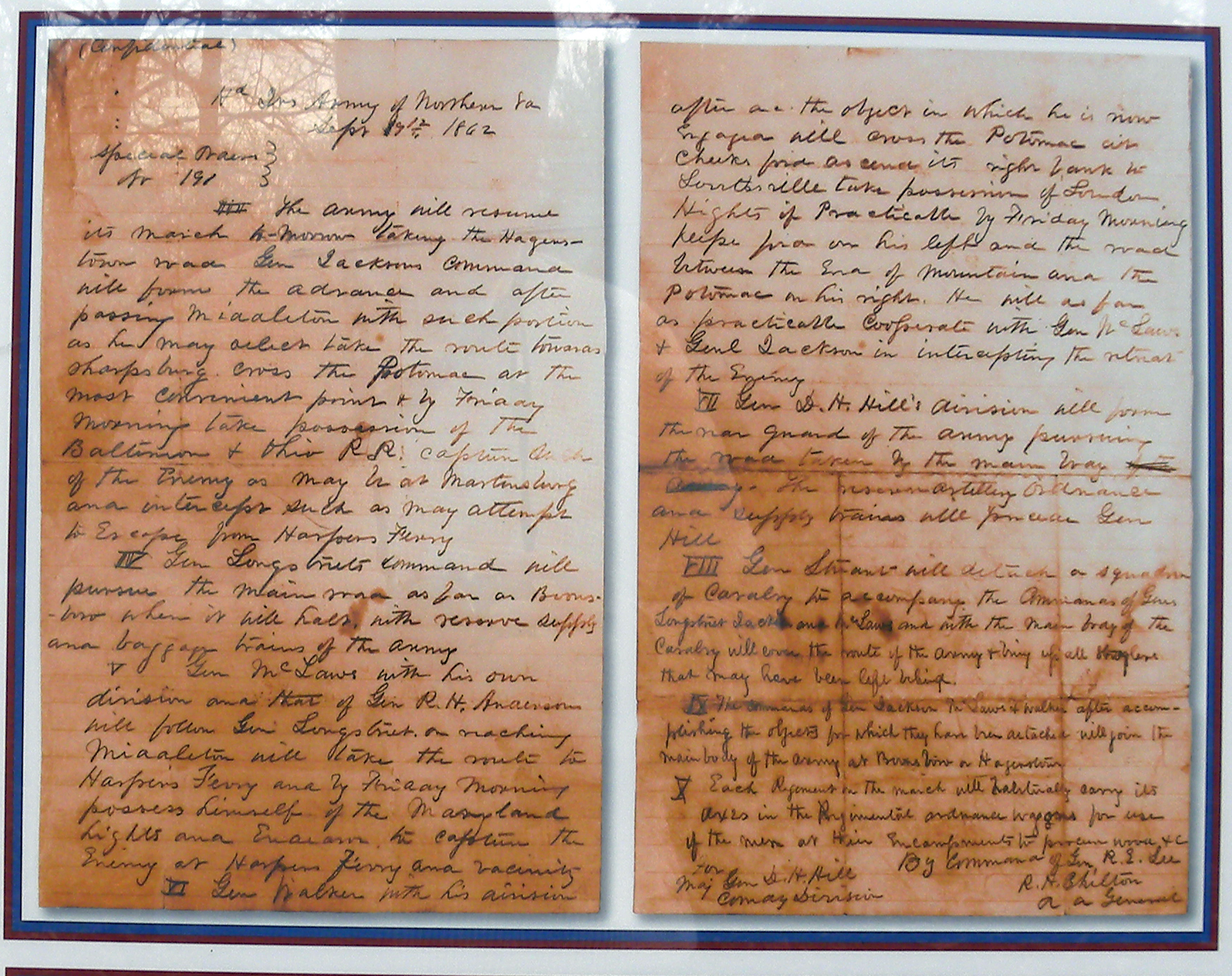
Фотокопия приказа

Специальный приказ 191 (он же Специальный приказ No. 191, или Lost Dispatch, или Lost Order) военный приказ, изданный генералом армии Конфедерации Робертом Ли во время Мерилендской кампании в годы американской гражданской войны. Потерянная копия приказа была обнаружена солдатами-федералами в округе Фредерик, штат Мериленд. Эта находка серьёзно повлияла на весь ход Мерилендской кампании, сказалась на ходе сражений при Южной Горе и Энтитеме.

## История

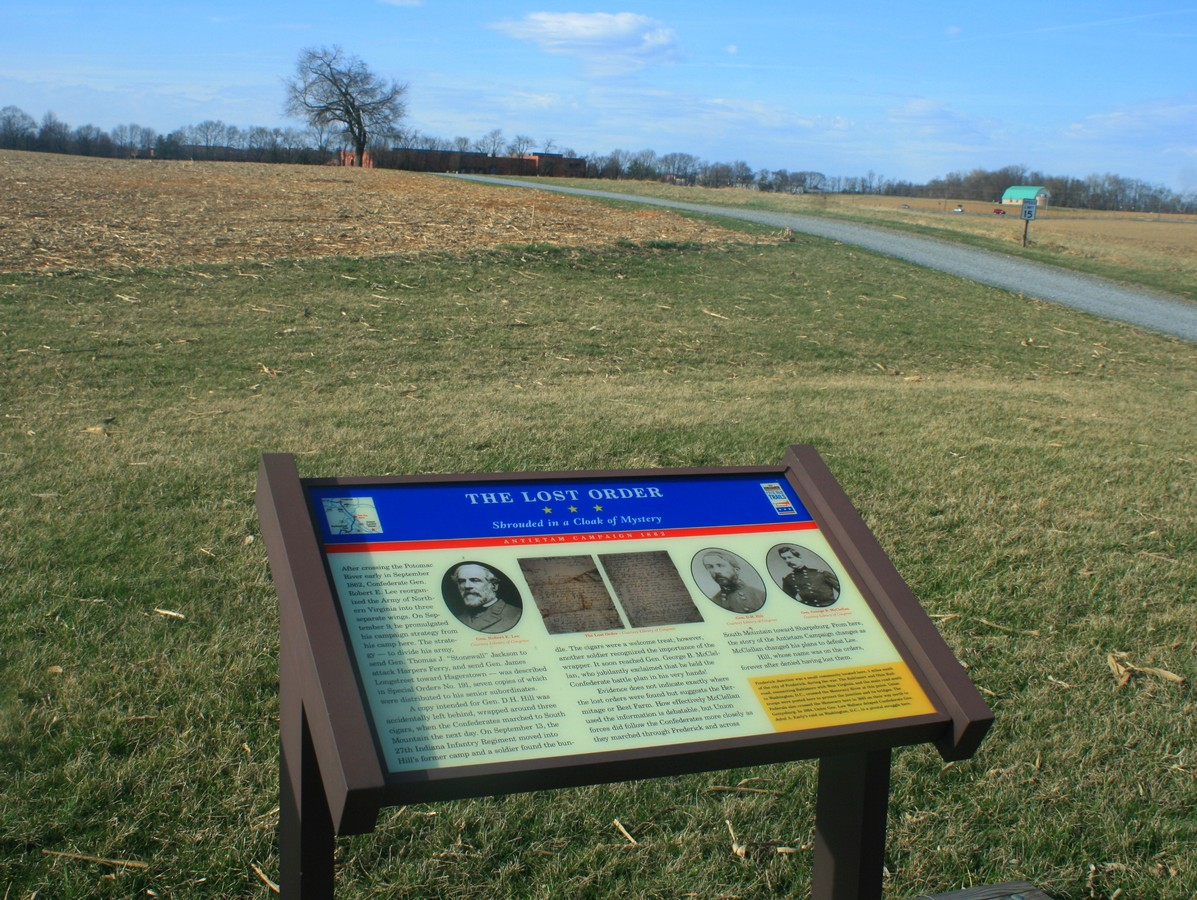
Информационный стенд у фермы Беста и поле, где был найден приказ.

Ли составил приказ 9 сентября 1862 года во время Мерилендской кампании. Приказ был написан в штабе армии, который в тот день находился южнее города Фредерик. Сейчас это место обозначено мемориальной доской.
В приказе детально излагались схемы передвижений Северовирджинской армии в первые дни вторжения в Мериленд. Ли разделил армию на три части: одну часть послал под началом генерала Джексона на Харперс-Ферри с целью захвата федерального гарнизона и складов, другая часть под началом Джеймса Лонгстрита должна была двигаться на Бунсборо, а основная часть — на Хагерстаун.
Ли набросал направления и конкретные дороги, которые надо использовать для наступления на Харперс-Ферри и прикинул время, необходимое на осаду. Адъютант Роберт Чилтон написал копии приказа и подписал их от имени Ли. Штабные офицеры распределили копии между различными генералами Конфедерации. Получив этот приказ, Томас Джексон узнал, что одну из его дивизий (Дэниеля Хилла) передают в подчинение Лонгстриту. Он решил переслать Хиллу копию приказа, чтобы тем ввести его в курс дела. Из соображений секретности он лично переписал текст приказа, запечатал и переслал Хиллу. Тот получил этот приказ и сохранил его. (Впоследствии этот документ попал в архив в городе Роли).

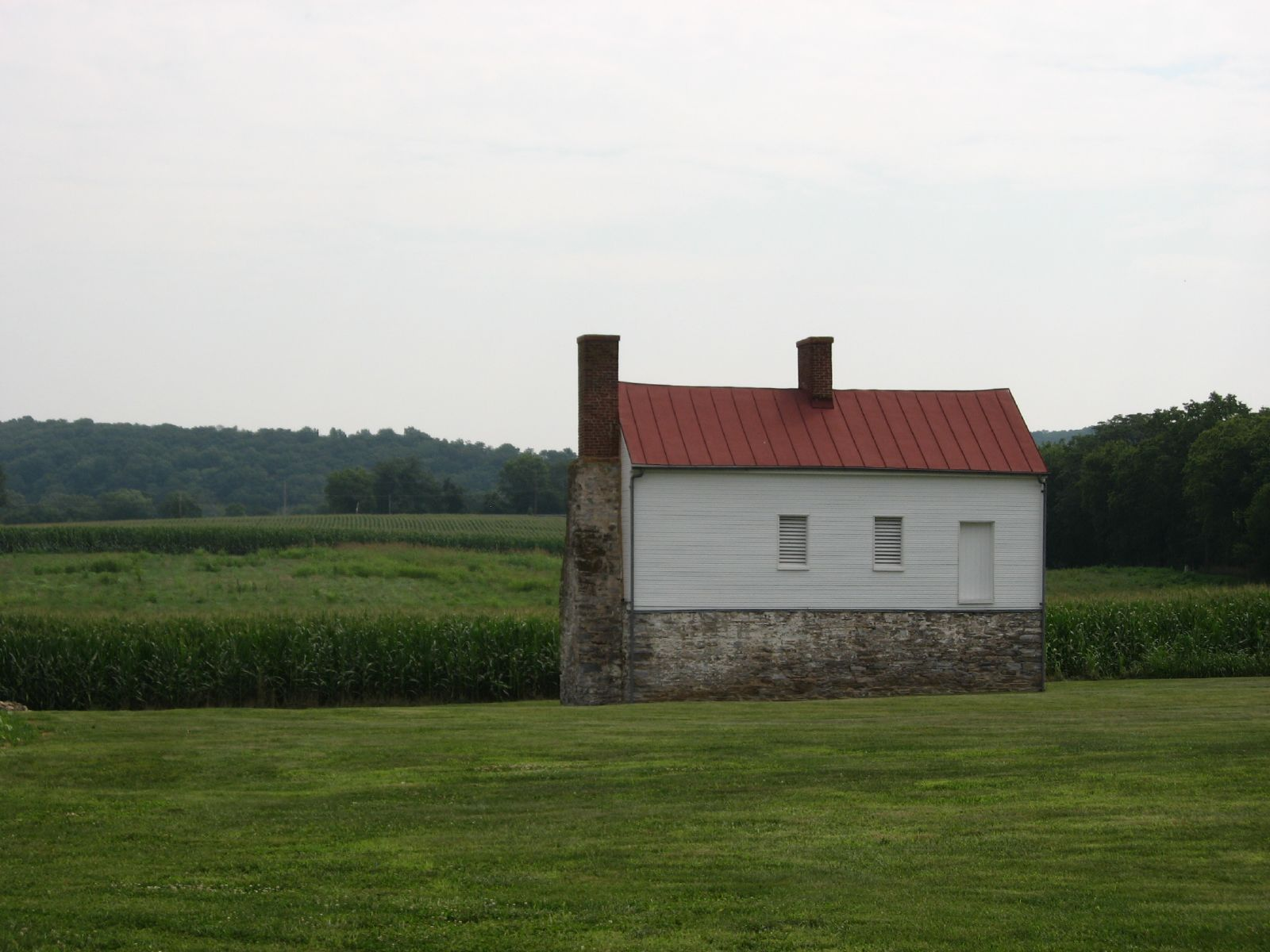
Ферма Беста в наши дни

Таким образом копия из штаба Джексона дошла по назначению, а копия из штаба Ли была потеряна и кто-то завернул в неё сигары. Историк Фриман отмечал, что это была самая дорогостоящая обёртка для сигар за всю историю.
Около 10:00 13 сентября капрал Бартон Митчелл из 27-го индианского полка (из состава 12-го корпуса армии США) обнаружил сверток с тремя сигарами, лежащий на траве в том месте, где недавно находился лагерь генерала Хилла. Это место известно как «Ферма Беста» и находится к югу от города Фредерик, в полукилометре от того места, где находился штаб генерала Ли.
Митчелл осознал важность документа и передал его сержанту Джону Блоссу. Документ был передан капитану Питеру Коппу, который послал его полковнику Сайласу Колгроуву, который и доставил его корпусному командованию. Помощник генерала Альфеуса Уильямса узнал на приказе подпись Роберта Чилтона. Уильямс передал приказ Джорджу Макклелану, командующему Потомакской армией.
Макклелан пришёл в восторг, узнав планы передвижения армии противника и, как считается, воскликнул: «Теперь я знаю, что делать!». Так же он сказал: «Я готов немедленно вернуться домой, если с этой бумагой в руках не побью Бобби Ли».
Макклелан смог остановить наступление противника в сражении при Энтитеме, но многие военные историки полагают, что он не смог полностью использовать все возможности, поскольку опасался возможной ловушки (а её предполагал генерал-майор Генри Хеллек) или же из-за того, что сильно преувеличивал силы армии Ли.
Холм около фермы Беста, где был найден приказ, находится за городом Фредерик, штат Мериленд. В 1864 году, во время сражения на Монокаси тут находилась артиллерийская батарея южан. Сейчас там находится национальный парк, а место обнаружения приказа специально обозначено на местности.

## Текст

### Русский текст
Специальный приказ № 191
Штаб Северовирджинской армии

9 сентября 1862
1. Граждане Фредерикстауна в присутствии этой армии не желают открывать свои магазины; для обеспечения их доверия и для удобства офицеров и рядовых, закупающих снабжение для армии, всем офицерам и рядовым этой армии категорически запрещается посещать Фредерикстаун кроме как по делу, и в этом случае они должны иметь пропуск за подписью дивизионного командира. Провост-маршал во Фредерикстауне должен следить за исполнением этого приказа.
2. Майор Тейлор должен отправиться в Лисберг, Вирджиния, и собрать транспорт для перевозки больных и тех, кто не может идти сам к Винчестеру. Дорога отсюда на Калпепер к востоку от гор небезопасна, и ею не следует пользоваться. Те, кто следует к этой армии и уже перешли реку, должны ускориться; остальные должны идти к Винчестеру организованно и под командой офицеров, и в этом месте, где будет основная база армии, её перемещения будут известны, и офицерам выдадут инструкции о последующих перемещениях.
3. Армия возобновит марш завтра, следуя по Хайгерстаунской дороге. Подразделения генерала Джексона пойдут в авангарде и, пройдя Миддлтаун, той частью сил, которую он сочтёт нужной, повернёт к Шарпсбергу, перейдёт Потомак в удобном месте и к утру пятницы займёт железную дорогу Балтимор-Огайо, захватит всё, что сможет в Мартинсберге и перехватит тех, кто попытается вырваться из Харперс-Ферри.
4. Подразделения генерала Лонгстрита пойдут той же дорогой до Бунсборо, где остановятся вместе с резервами, припасами и обозами армии.
5. Генерал Маклоуз со своей дивизией и дивизией генерала Р. Х. Андерсона последует за Лонгстритом. Придя в Миддлтаун, он свернёт на дорогу к Харперс-Ферри, и к утру пятницы займёт Мэрилендские высоты и постарается захватить противника в Харперс-Ферри и окрестностях.
6. Генерал Уокер со своей дивизией, завершив то, чем он сейчас занят, перейдёт Потомак по броду Чикс-Форд, пройдёт по правому берегу до Ловеттсвилла, займёт Лоудонские высоты, если получится, к утру пятницы, Кейс-Форд слева, и дорогу между оконечностью гор и Потомаком справа. Он должен, насколько это возможно, взаимодействовать с генералом Маклоузом и Джексоном, и перехватывать отступающего противника.
7. Дивизия генерала Д. Х. Хилла будет арьергардом этой армии, и пойдёт по той же дороге, что и основная армия. Артиллерийский резерв, боеприпасы и обозы пойдёт перед Хиллом.
8. Генералу Стюарту следует выделить эскадрон кавалерии для сопровождений отрядов Лонгстрита, Джексона и Маклоуза и, с основной массой кавалерии, прикрывать марш армии, подбирая всех отстающих.
9. Отряды генералов Джексона, Маклоуза и Уокера, после выполнения тех заданий, что им поручены, должны присоединиться к основной армии в Бунсборо или Хагерстауне.
10. Каждый полк должен иметь в обозе топоры для использования в лагере, для заготовления дров и так далее.

По распоряжению генерала Р. Э. Ли
Р. Х. Чилтон, генерал-адъютант

### Английский текст
Special Orders, No. 191

Hdqrs. Army of Northern Virginia

September 9, 1862

1. The citizens of Fredericktown being unwilling while overrun by members of this army, to open their stores, to give them confidence, and to secure to officers and men purchasing supplies for benefit of this command, all officers and men of this army are strictly prohibited from visiting Fredericktown except on business, in which cases they will bear evidence of this in writing from division commanders. The provost-marshal in Fredericktown will see that his guard rigidly enforces this order.
2. Major Taylor will proceed to Leesburg, Virginia, and arrange for transportation of the sick and those unable to walk to Winchester, securing the transportation of the country for this purpose. The route between this and Culpepper Court-House east of the mountains being unsafe, will no longer be traveled. Those on the way to this army already across the river will move up promptly; all others will proceed to Winchester collectively and under command of officers, at which point, being the general depot of this army, its movements will be known and instructions given by commanding officer regulating further movements.
3. The army will resume its march tomorrow, taking the Hagerstown road. General Jackson’s command will form the advance, and, after passing Middletown, with such portion as he may select, take the route toward Sharpsburg, cross the Potomac at the most convenient point, and by Friday morning take possession of the Baltimore and Ohio Railroad, capture such of them as may be at Martinsburg, and intercept such as may attempt to escape from Harpers Ferry.
4. General Longstreet’s command will pursue the same road as far as Boonsborough, where it will halt, with reserve, supply, and baggage trains of the army.
5. General McLaws, with his own division and that of General R. H. Anderson, will follow General Longstreet. On reaching Middletown will take the route to Harpers Ferry, and by Friday morning possess himself of the Maryland Heights and endeavor to capture the enemy at Harpers Ferry and vicinity.
6. General Walker, with his division, after accomplishing the object in which he is now engaged, will cross the Potomac at Cheek’s Ford, ascend its right bank to Lovettsville, take possession of Loudoun Heights, if practicable, by Friday morning, Key’s Ford on his left, and the road between the end of the mountain and the Potomac on his right. He will, as far as practicable, cooperate with General McLaws and Jackson, and intercept retreat of the enemy.
7. General D. H. Hill’s division will form the rear guard of the army, pursuing the road taken by the main body. The reserve artillery, ordnance, and supply trains, &c., will precede General Hill.
8. General Stuart will detach a squadron of cavalry to accompany the commands of Generals Longstreet, Jackson, and McLaws, and, with the main body of the cavalry, will cover the route of the army, bringing up all stragglers that may have been left behind.
9. The commands of Generals Jackson, McLaws, and Walker, after accomplishing the objects for which they have been detached, will join the main body of the army at Boonsborough or Hagerstown.
10. Each regiment on the march will habitually carry its axes in the regimental ordnance—wagons, for use of the men at their encampments, to procure wood &c.

By command of General R. E. Lee

R.H. Chilton, Assistant Adjutant General

## В массовой культуре
В альтернативном романе Гарри Тертлдава «Timeline-191» основной поворотной точкой американской истории сделан именно этот момент: в его романе северяне не находят приказ, зато его обнаруживает солдат-южанин. Сражения при Энтитеме не произошло, Конфедеративные Штаты Америки разбили Потомакскую армию, получили помощь от Британии и Франции и получили независимость. Впоследствии США и КША переживают три кровопролитные войны: «Вторую Мексиканскую», и ещё две, аналогичных 1-й и 2-й Мировым.

### Статьи
- Charles B. Dew. How Samuel E. Pittman Validated Lee's "Lost Orders" Prior to Antietam: A Historical Note (англ.) // The Journal of Southern History. — Southern Historical Association, 2004. — Vol. 70, iss. 4. — P. 865-870. — doi:10.2307/27648563.